# Mistrzostwa Europy w Judo 1995
44. Mistrzostwa Europy w Judo odbywały się w 1995 roku w Birmingham (Wielka Brytania). Drużynowy turniej finałowy odbył się 14 i 15 października w Trnawie.

## Mężczyźni
| Konkurencja: | Złoto | Srebro | Brąz |
| -60kg        | Nigel Donohue | Giorgi Wazagaszwili | Girolamo Giovinazzo Natik Bagirow |
| -65kg        | Peter Schlatter | Vsevolods Zeļonijs | Philip Laats Bektaş Demirel |
| -71kg        | Martin Schmidt | Christophe Gagliano | Davor Vlaskovac Thomas Schleicher |
| -78kg        | Patrick Reiter | Djamel Bouras | Johan Laats Iraklı Uznadze |
| -86kg        | Maarten Arens | Iweri Jikurauli | Rusłan Maszurenko Oleg Malcew |
| -95kg        | Paweł Nastula | Dmitrij Siergiejew | Stéphane Traineau Pedro Soares |
| +95kg        | Siergiej Kosorotow | Frank Möller | Denny Ebbers Rafał Kubacki |
| +            | Imre Csősz | Ralf Koser | Harry Van Barneveld Ben Sonnemans |
| Drużynowo    | Niemcy · Sebastian Hampel · Richard Trautmann · Rene Sporleder · Uwe Frenz · Sven Helbing · Igor Mueller · Detlef Knorrek · (Patrick Nebhuth, Christian Konz) | Rosja · Igor Zhuchkov · Isłam Macyjew · Andrey Ignatenko · Alexey Khazunov · Dmitrij Morozow · Jurij Stiopkin · Mikhail Korobeinikov | Francja · Ludovic Bimont · Hassene Djimili · Christophe Massina · Karim Boumedjane · Laurent François · Vincenzo Carabetta · Eric Fauroux · Laurent Crost · (Christophe Brunet, Tamaz Saakashvili · Patrick Rosso) · Wielka Brytania · Nigel Donohue · Simon Moss · Danny Kingston · Graeme Randall · Ryan Birch · Keith Davies · Richard Blanes |

## Kobiety
| Konkurencja: | Złoto | Srebro | Brąz |
| -48kg        | Yolanda Soler | Sylvie Meloux | Joyce Heron Tatjana Kuwszynowa |
| -52kg        | Alessandra Giungi | Heidi Goossens | Ewa Larysa Krause Sharon Rendle |
| -56kg        | Nicola Fairbrother | Isabel Fernández | Jessica Gal Einat Yaron |
| -61kg        | Jenny Gal | Diane Bell | Gella Vandecaveye Catherine Fleury-Vachon |
| -66kg        | Alice Dubois | Emanuela Pierantozzi | Ute Burmeister Rowena Sweatman |
| -72kg        | Ulla Werbrouck | Estha Essombe | Kate Howey Doris Pöllhuber |
| +72kg        | Swietłana Gundarienko | Christine Cicot | Beata Maksymow Monique van der Lee |
| +            | Angelique Seriese | Simona Richter | Cwetana Bożiłowа Raquel Barrientos |
| Drużynowo    | Wielka Brytania · Joyce Heron · Sharon Rendle · Cheryle Peel · Diane Bell · Karen Powell · Kate Howey · Josephine Horton · Michelle Rogers | Polska · Małgorzata Roszkowska · Ewa Larysa Krause · Beata Kucharzewska · Irena Tokarz · Aneta Szczepańska · Beata Walczak · Beata Maksymow · (Joanna Urbańska, Anita Kubica, Aneta Arak, Agata Mróz, Anna Koroza, Marta Kołodziejczyk) | Holandia · Tamara Meijer · Veronique Akkermans · Jessica Gal · Deborah Gravenstijn · Claudia Zwiers · Karin Kienhuis · Monique van der Lee · (Jenny Gal) · Niemcy · Dorte Dammann · Kristin Keppel · Susann Singer · Sandra Wurm · Nicole Bruns · Silke Gerdes · Johanna Hagn · (Anna-Maria Gradante, Anja von Rekowski, Uta Kühnen, Verena Oberheinricher, Alexandra Rinnerthaler) |

## Klasyfikacja medalowa
| Miejsce | Państwo              | Złoto | Srebro | Brąz | Razem |
| ------- | -------------------- | ----- | ------ | ---- | ----- |
| 1       | Niemcy               | 3     | 2      | 2    | 7     |
| 2       | Wielka Brytania      | 3     | 1      | 5    | 9     |
| 3       | Włochy               | 2     | 1      | 1    | 4     |
| 4       | Holandia             | 2     | 0      | 5    | 7     |
| 5       | Francja              | 1     | 5      | 3    | 9     |
| 6       | Rosja                | 1     | 2      | 2    | 5     |
| 7       | Belgia               | 1     | 1      | 4    | 5     |
| 8       | Polska               | 1     | 1      | 3    | 5     |
| 9       | Hiszpania            | 1     | 1      | 1    | 3     |
| 10      | Austria              | 1     | 0      | 2    | 3     |
| 11      | Węgry                | 1     | 0      | 0    | 1     |
| 12      | Gruzja               | 0     | 2      | 0    | 2     |
| 13      | Łotwa                | 0     | 1      | 0    | 1     |
| 13      | Rumunia              | 0     | 1      | 0    | 1     |
| 15      | Turcja               | 0     | 0      | 2    | 2     |
| 16      | Białoruś             | 0     | 0      | 1    | 1     |
| 16      | Bośnia i Hercegowina | 0     | 0      | 1    | 1     |
| 16      | Bułgaria             | 0     | 0      | 1    | 1     |
| 16      | Izrael               | 0     | 0      | 1    | 1     |
| 16      | Portugalia           | 0     | 0      | 1    | 1     |
| 16      | Ukraina              | 0     | 0      | 1    | 1     |